# روبرتو كوستا
روبرتو كوستا (بالبرتغالية: Roberto Costa‏) (8 ديسمبر 1954 بسانتوس، ساو باولو في البرازيل - ) هو لاعب كرة قدم برازيلي في مركز حراسة المرمى. شارك مع منتخب البرازيل لكرة القدم. أما مع النوادي، فقد لعب مع أتلتيكو باراناينسي ونادي إنترناسيونال ونادي سانتوس ونادي فاسكو دا غاما ونادي كريسيوما ونادي كوريتيبا ونادي نوروستي الرياضي وTaguatinga Esporte Clube ‏ وأتلتيكا  كالدينسي ‏.

## وصلات خارجية
- روبرتو كوستا على موقع قاعدة بيانات كرة القدم.إي يو (الإنجليزية)
- روبرتو كوستا على موقع ناشيونال فوتبول تيمز (الإنجليزية)